# 흔들리는 마음
〈흔들리는 마음〉(일본어: 揺れる想い)은 일본의 밴드 ZARD의 여덟 번째 싱글 앨범이며, 1993년 5월 19일 발매되었다. (8cm CD: BGDH-1005) 사카이 이즈미가 작사를, 오다 테츠로가 작곡을, 아카시 마사오가 편곡을 맡았다. 이 곡은 ZARD가 발표한 모든 싱글 중에서 〈지지마세요〉 다음으로 많은 판매고를 기록한 작품이다. 오츠카 제약의 포카리 스웨트 광고에 삽입된 곡으로도 널리 알려져있으며, 광고는 모두 두가지 버전이 있다. 또 〈흔들리는 마음〉은 ZARD의 아홉 번째 앨범 《시간의 날개》(時間の翼)에도 리믹스 버전이 수록되어있는데, 곡의 길이가 훨씬 늘어나 10분 41초에 이른다. 동년 12월 작곡가 오다 테츠로는 자신의 앨범 《SONGS》에 이 곡을 실었으며, 가사의 일부가 수정되어있다.
B사이드 곡은 〈Just for you〉이며, 사카이 이즈미가 작사를, 쿠리바야시 세이이치로가 작곡을, 아카시 마사오와 이케다 다이스케가 편곡을 맡았다.
싱글은 오리콘 차트 주간 싱글차트에서 2주 동안 1위를 차지했고, 차트엔 20주간 머물렀다. 또한 앞서 두 곡이 받았던 것과 동일한 일본레코드협회의 밀리언 셀러 인정을 93년 5월에 획득했다.
한편 2014년 12월 23일부터 사카이 이즈미가 학창 시절을 보낸 가나가와현 하다노시에 소재한 시부사와 역에서 〈흔들리는 마음〉을 하행선 홈의 발차음(發車音)으로 사용하고있다. 상행선 홈의 발차음은 〈지지마세요〉이다.

## 수록곡
| #            | 제목                                     | 작사          | 작곡                  | 편곡                            | 재생 시간 |
| ------------ | ---------------------------------------- | ------------- | --------------------- | ------------------------------- | --------- |
| 1.           | 〈〈흔들리는 마음〉〉 (揺れる想い)       | 사카이 이즈미 | 오다 테츠로           | 아카시 마사오                   | 4:29      |
| 2.           | 〈〈Just for you〉〉                     | 사카이 이즈미 | 쿠리바야시 세이이치로 | 아카시 마사오 / 이케다 다이스케 | 4:20      |
| 3.           | 〈〈흔들리는 마음〉〉 (Original Karaoke) |               |                       |                                 | 4:29      |
| 4.           | 〈〈Just for you〉〉 (Original Karaoke)  |               |                       |                                 | 4:16      |
| 총 재생 시간 | 총 재생 시간                             | 총 재생 시간  | 총 재생 시간          | 총 재생 시간                    | 17:34     |